# Crypsinus trilobus
Crypsinus trilobus là một loài thực vật có mạch trong họ Polypodiaceae. Loài này được (Houtt.) Copel. miêu tả khoa học đầu tiên năm 1947.